# Gamlarætt
Gamlarætt est un port situé dans les îles Féroé.
Il est situé au sud-ouest de l'île de Streymoy, et permet la liaison par ferry vers l'île de Hestur.
Le tunnel de Sandoy d'une longueur de 10,8 km dont l'extrémité se situe à Gamlarætt est en construction depuis 2018 et doit être achevé en 2023.

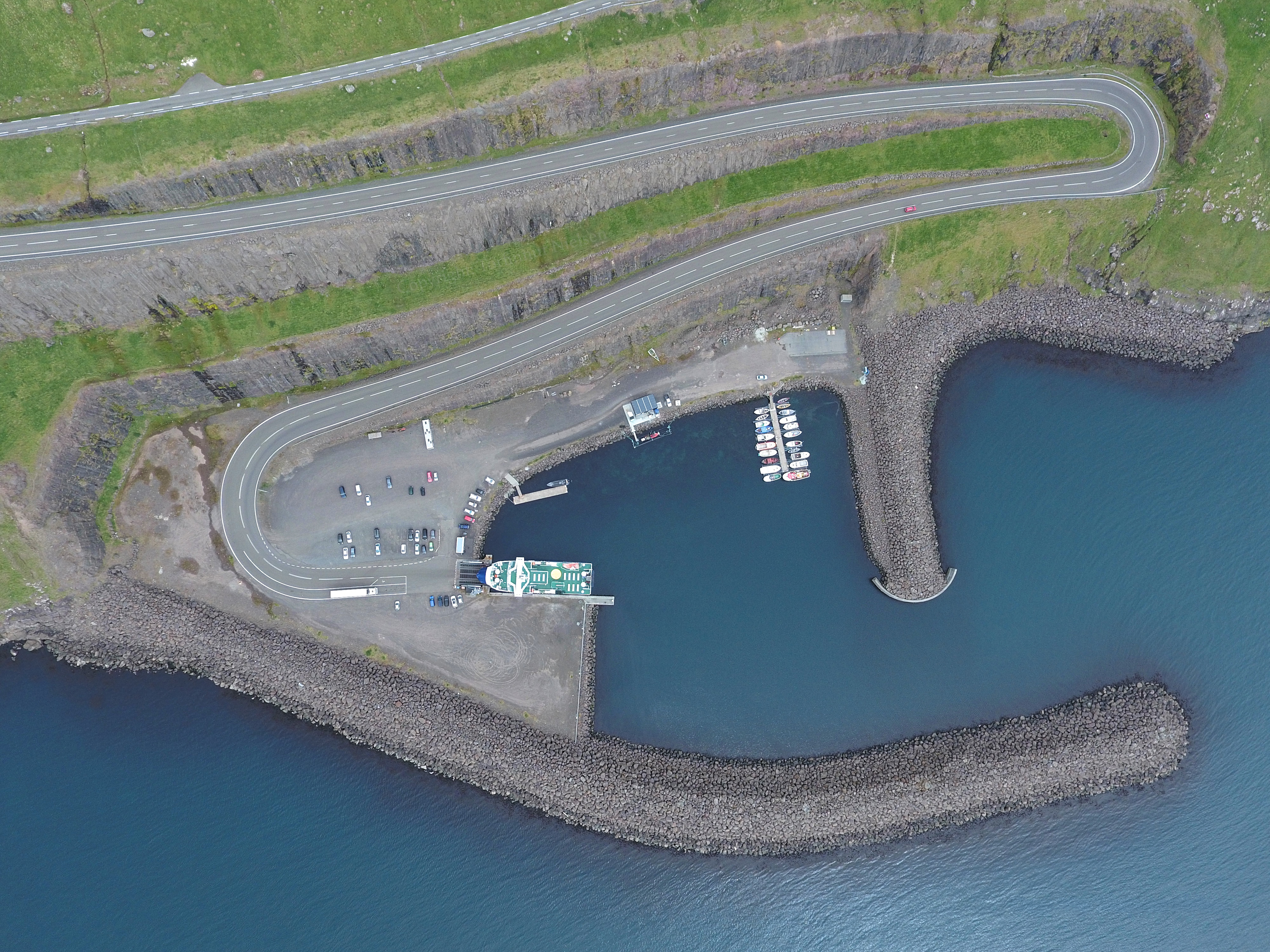
Vue aérienne de Gamlarætt